# (6184) Nordlund
(6184) Nordlund es un asteroide perteneciente al cinturón de asteroides, región del sistema solar que se encuentra entre las órbitas de Marte y Júpiter, descubierto el 26 de octubre de 1987 por Poul Jensen desde el Observatorio Brorfelde, Holbæk, Dinamarca.

## Designación y nombre
Designado provisionalmente como 1987 UQ3. Fue nombrado Nordlund en homenaje a Aake Nordlund, profesor de astrofísica en la Universidad de Copenhague desde 2004.

## Características orbitales
Nordlund está situado a una distancia media del Sol de 2,321 ua, pudiendo alejarse hasta 2,607 ua y acercarse hasta 2,035 ua. Su excentricidad es 0,123 y la inclinación orbital 6,295 grados. Emplea 1291,98 días en completar una órbita alrededor del Sol.

## Características físicas
La magnitud absoluta de Nordlund es 13,3. Tiene 4,722 km de diámetro y su albedo se estima en 0,456. 